# Droit fixe pour l'établissement d'un contrat de mariage
Lire en ligne

Lire sur Légifrance

Le contrat de mariage est soumis à un droit fixe pour l'établissement d'un contrat de mariage en France.

## Historique
En France, l'établissement d'un contrat de mariage a longtemps été soumis au paiement d'un droit fixe, codifié à l'article 847 du code général des impôts.
Lors de l'examen de la loi de finances pour 2020, l'Assemblée nationale a adopté un amendement de la commission des finances, ayant recueilli un avis favorable du gouvernement, prévoyant la suppression du droit d'enregistrement des contrats de mariage. Le Sénat ne s'est pas opposé à cette suppression.

## Caractéristiques
| 1979 | 1980 | 1982 | 1983 | 1984 | 1985 | 1986 | 1987 | 1992 | 2002 | 2006 | 2020 |
| ---- | ---- | ---- | ---- | ---- | ---- | ---- | ---- | ---- | ---- | ---- | ---- |
| 100F | 150F | 250F | 300F | 350F | 390F | 410F | 430F | 500F | 75€  | 125€ | 0€   |

L'enregistrement d'un contrat de mariage donne lieu à un droit fixe de 125 euros. Joël Giraud, rapporteur général de la loi de finances 2020 a estimé le produit de ce droit d'enregistrement à un peu moins de 4,5 millions d'euros en se basant sur 235 000 mariages en 2018 et une proportion de couples ayant opté pour la séparation de biens de 15 %.